# Тит Виний
Тит Виний (на латински: Titus Vinius; * 21/22; † 15 януари 69, Рим) е политик на Римската империя през 1 век. През 69 г. той е консул заедно с император Галба.

## Политическа кариера
През 39 г. Виний e военен трибун в Панония и изневерява с Корнелия, съпругата на управителя Гай Калвизий Сабин. Въпреки това той става квестор, претор и легионски командир. Стои под закрилата на император Клавдий и по времето на император Нерон Виний става проконсул на провинцията Нарбонска Галия. По-късно е легионски командир в Тараконска Испания при управителя Галба и го съветва да се обяви за император. Виний тръгва с Галба през 68 г. към Рим, където упражнява върху Галба голямо влияние. Виний успява да спаси от смърт преториански префект Тигелин. Виний напразно съветва Галба да осинови Отон и има успех при назначаването на Вителий за управител на Германия.
През 69 г. той е консул заедно с император Галба. Неочакваното осиновяване на Луций Калпурний Пизон Фруги Лициниан предизвиква изстудяване на отношенията между Виний и Галба. Когато Отон тръгва да се бие на 15 януари, Виний съветва да се остане на Палатин. Галба обаче отива на Форума, където Галба и Виний са убити.